# 格林伯峰

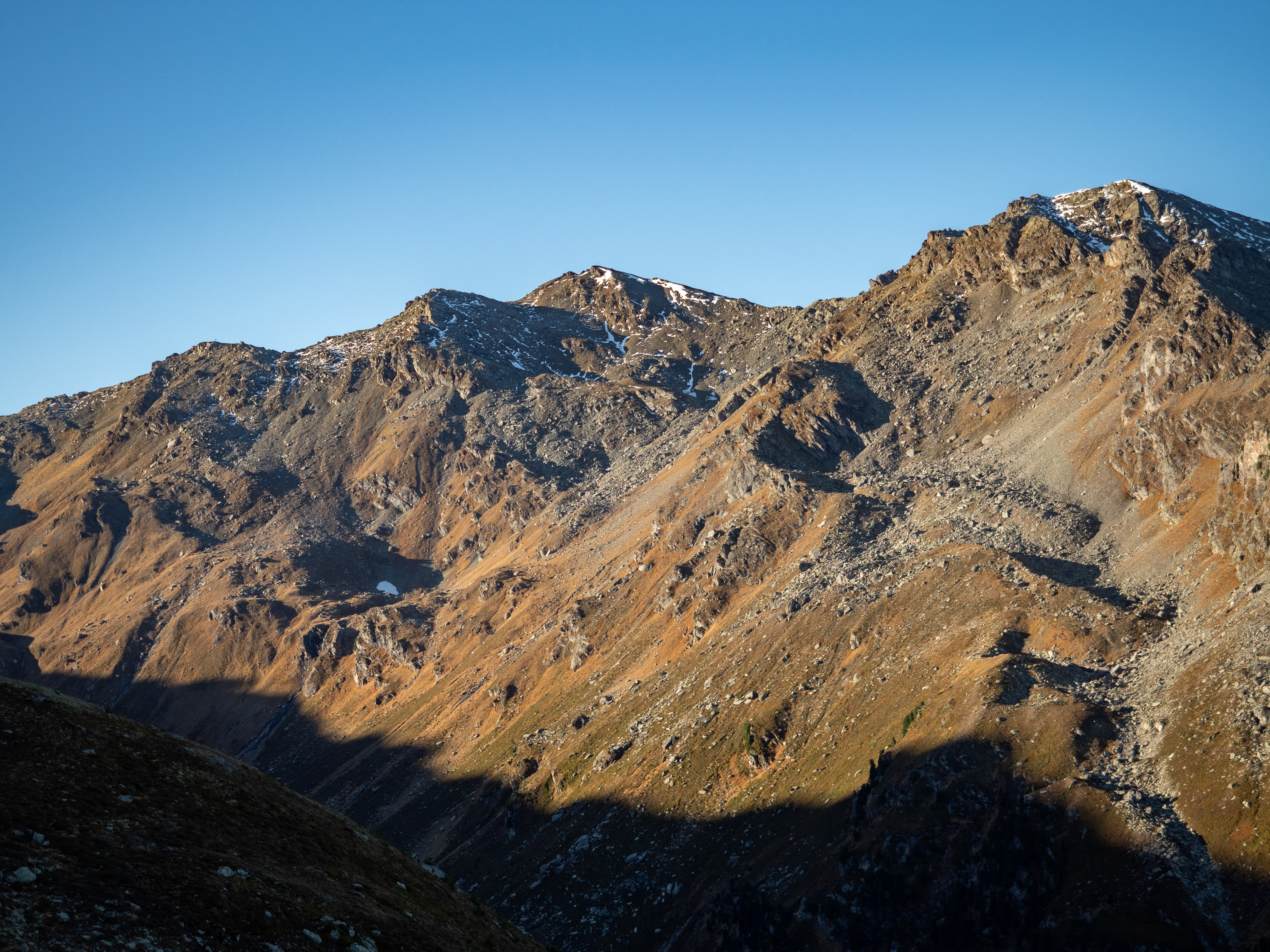

47°10′26″N 11°32′49″E / 47.17389°N 11.54694°E
格林伯峰（德語：Grünbergspitze），是奧地利的山峰，位於該國西部，由蒂羅爾州負責管轄，屬於圖克斯山的一部分，海拔高度2,790米，千枚岩山體在古生代時期形成。